# Hydrelia microptera
Hydrelia microptera är en fjärilsart som beskrevs av Inoue 1987. Hydrelia microptera ingår i släktet Hydrelia och familjen mätare. Inga underarter finns listade i Catalogue of Life.